# Котки и кучета
„Котки и кучета“ (на английски: Cats & Dogs) е американски филм от 2001 г.

## Нахсинхронен дублаж
Филмът има войсоувър дублаж на български в студио 3 на Александра Аудио с ръководител Васил Новаков. Филмът излезе на 29 май 2002 г. от Александра Видео. Екипът се състои от:
| Озвучаващи артисти  | Живка Донева Светлана Смолева Георги Новаков Иван Балсамаджиев Ненчо Балабанов Мариан Маринов |
| Преводач            | Милена Сотирова                                                                               |
| Тонрежисьор         | Екатерина Иванова                                                                             |
| Режисьор на дублажа | Елена Саръиванова                                                                             |

### Телевизионни войсоувър дублажи
През 2009 г. PRO.BG излъчи филма с български дублаж за телевизията. Екипът се състои от:
| Озвучаващи артисти  | Яна Атанасова Ирина Маринова Росен Плосков Камен Асенов Емил Емилов |
| Преводач            | Силвина Димитрова                                                   |
| Тонрежисьор         | Тони Петров                                                         |
| Режисьор на дублажа | Ивайло Чилингирян                                                   |

През юли 2019 г. филмът се излъчва по локалната версия на HBO с войсоувър дублаж на студио Доли. Екипът се състои от:
| Озвучаващи артисти  | Ася Рачева Елена Бойчева Иван Велчев Росен Русев Петър Бонев |
| Преводач            | ?                                                            |
| Тонрежисьор         | Мартина Терзиева                                             |
| Режисьор на дублажа | Йоанна Микова                                                |